# Equipe argelina na Copa Davis
A equipe argelina na Copa Davis representa a Argélia na Copa Davis, principal competição de tênis masculina por equipes do mundo. É administrada pela Fédération Algerienne de Tennis.